# Station Colmar-Mésanges
Station Colmar-Mésanges is een spoorwegstation in de Franse gemeente Colmar. Het staat aan de Rue des Mésanges, in het westen van de stad.